# 57号州际公路
57号州际公路（英語：Interstate 57）是一条南北方向的州际公路。该公路连接了密苏里州麦纳尔和伊利诺伊州芝加哥，全长386.12英里。